# Kudesnery
Kudesnery è un centro abitato della Russia.